# Río Mauri
Der Río Mauri (in Bolivien), in Peru auch Río Maure, ist ein endorheischer Fluss im südamerikanischen Anden-Hochland und fließt von Peru nach Bolivien.

## Flusslauf
Der Río Mauri hat eine Gesamtlänge von 220 Kilometern. Der Fluss bildet den Abfluss des 4433 m hoch gelegenen Sees Laguna Vilacota. Er fließt anfangs nach Osten und bildet dabei streckenweise die Grenze zwischen den Regionen Puno im Norden und Tacna im Süden. Er fließt auf den ersten 96 Kilometern durch das südliche Peru. Bei (⊙) auf einer Höhe von 4073 m überschreitet der Fluss die Grenze zu Bolivien von Westen nach Osten. Die weiteren 124 Kilometer durchfließt der Río Mauri den westlichen Teil des Departamento La Paz und mündet bei der Ortschaft Calacoto in den Río Desaguadero.